# اندیس آنومالی قولنجی
آنومالی قولنجی یک اندیس فلزی است که در حوالی شهر گنگجین استان آذربایجان غربی قرار دارد و مادهٔ معدنی موجود در آن، طلا است.  در این اندیس، پاراژنز‌های شئلیت، آپاتیت، ایلمنیت یافت می‌شوند.